# 1366
Het jaar 1366 is het 66e jaar in de 14e eeuw volgens de christelijke jaartelling.

## Gebeurtenissen
- 21 september - Arnold van Rummen doet, tegen vergoeding, afstand van zijn rechten op het graafschap Loon, dat daarmee definitief aan het prinsbisdom Luik komt.
- 26 september - Keizer Karel IV verheft graaf Johan I van Nassau-Weilburg tot Gefürsteter Graf.
- 7 december - Tholen krijgt stadsrechten van Jan van Blois, stadhouder van Holland en Zeeland.
- Polen sluit met Litouwen een akkoord over de verdeling van Roethenië: het noordelijke deel krijgt Litouwen en het zuidelijke wordt toegewezen aan Polen.
- De Orde van Sint-Jan onder Raymond Berenger verovert tijdelijk Tripoli en Tartous in Syrië.
- Hendrik, de broer van koning Peter I van Castilië, komt met een groep Franse huurlingen in opstand tegen zijn broer.
- De hoofdstad van het Ottomaanse Rijk wordt verplaatst naar Adrianopel (Edirne) in Europa. (jaartal bij benadering)
- jaar van ontstaan van Stella Artois (traditioneel)
- oudst bekende vermelding: Obbicht, Runkelen

## Opvolging
- Aragon en Sardinië - Alfons IV opgevolgd door zijn zoon Peter IV
- Epirus - Simeon Uroš opgevolgd door zijn schoonzoon Thomas II Preljubovič (jaartal bij benadering)
- Holstein-Pinneberg - Adolf VIII van Schaumburg opgevolgd door Otto I van Schaumburg
- Malta - Manfredo III Chiaramonte als opvolger van Guido Ventimiglia

## Afbeeldingen

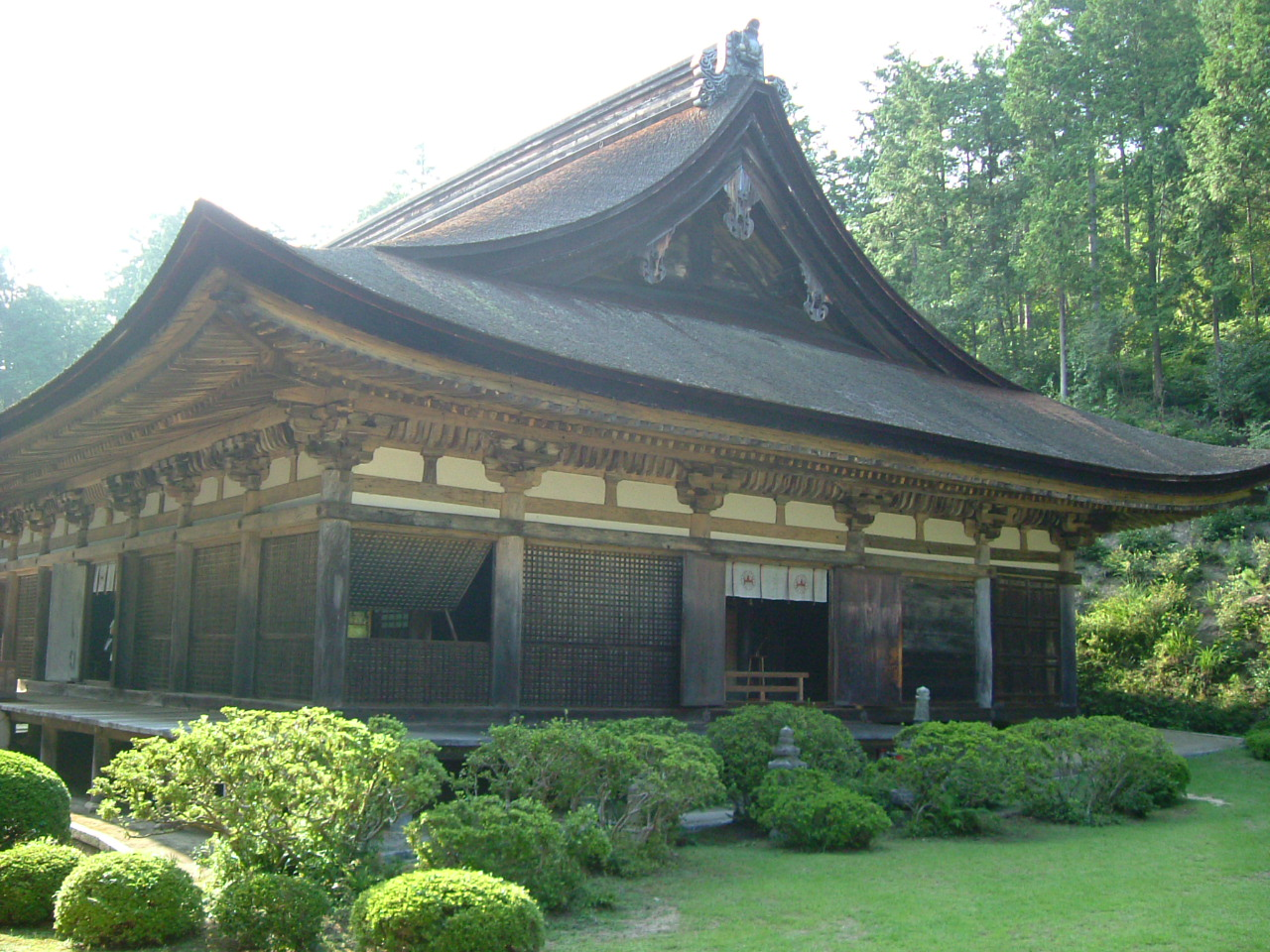
Zensuiji, Japan

## Geboren
- 22 maart - Thomas Mowbray, Engels edelman
- 11 mei - Anna van Bohemen, echtgenote van Richard II van Engeland
- Güshri Lodrö Gyaltsen, Tibetaans geestelijk leider
- Jean II Le Meingre, Frans militair
- Maddalena Visconti, Italiaans edelvrouw
- Miran Shah, Perzisch heerser
- Jan III van Auschwitz, Pools edelman (jaartal bij benadering)

## Overleden
- 22 januari - Maria van Artesië (~74), Belgisch edelvrouw
- 24 januari - Alfons IV (~36), koning van Aragon (1327-1336)
- 25 januari - Henricus Seuse (70), Duits mysticus
- 3 april - Boudewijn van Dudzele (80 of 81), middeleeuws ridder en houder van heerlijkheden en lenen
- 8 oktober - Giovanni Visconti d'Oleggio (~51), Italiaans militair
- 22 december - Koenraad I van Oels (~72), Silezisch edelman
- december - Otto II van Hessen (~44), Duits edelman
- Adolf VIII van Schaumburg, Duits edelman
- Johan I van Gemen (~35), Duits edelman
- Raymond Berengarius (~57), Aragonees prins
- Richard de la Vache, Engels ridder
- Taddeo Gaddi, Italiaans schilder
- Ulrich IV van Württemberg, Duits edelman